# Символы Острова Принца Эдуарда
Символы Острова Принца Эдуарда — национальные символы канадской провинции Остров Принца Эдуарда.
| Тип      | Символ                                           | Изображение                                  | Год принятия    | Примечания |
| -------- | ------------------------------------------------ | -------------------------------------------- | --------------- | ---------- |
| Герб     | Герб Острова Принца Эдуарда                      | Coat of arms of Prince Edward Island, Canada | 13 декабря 2002 |            |
| Девиз    | Parva sub ingenti Маленькая под защитой большого |                                              | 13 декабря 2002 |            |
| Флаг     | Флаг Острова Принца Эдуарда                      |                                              | 24 марта 1964   |            |
| Печать   | Большая печать Острова Принца Эдуарда            |                                              | 13 декабря 2002 |            |
| Цветок   | Венерин башмачок                                 |                                              | 25 апреля 1947  |            |
| Птица    | Голубая сойка                                    |                                              | 1977            |            |
| Животное | Обыкновенная лисица                              |                                              | 2018            |            |
| Дерево   | Красный дуб                                      |                                              | 1987            |            |
| Орден    | Орден Острова Принца Эдуарда                     |                                              | 1996            |            |